# 1363
- Wikisource

| Calendário gregoriano                                                        | 1363 MCCCLXIII                                       |
| Ab urbe condita                                                              | 2116                                                 |
| Calendário arménio                                                           | 812 – 813                                            |
| Calendário bahá'í                                                            | -481 – -480                                          |
| Calendário budista                                                           | 1907                                                 |
| Calendário chinês                                                            | 4059 – 4060 Início a 15 de janeiro (aproximadamente) |
| Calendário copta                                                             | 1079 – 1080                                          |
| Calendário etíope                                                            | 1355 – 1356                                          |
| Calendários hindus - Vikram Samvat - Calendário nacional indiano - Cáli Iuga | 1418 – 1419 1284 – 1285 4463 – 4464                  |
| Calendário Holoceno                                                          | 11363                                                |
| Calendário islâmico                                                          | 764 – 765                                            |
| Calendário judaico                                                           | 5123 – 5124                                          |
| Calendário persa                                                             | 741 – 742                                            |
| Calendário rúnico                                                            | 1613                                                 |
| Calendário solar tailandês                                                   | 1906                                                 |

1363 (MCCCLXIII na numeração romana) foi um ano comum do século XIV do Calendário Juliano, da Era de Cristo, a sua letra dominical foi A (52 semanas), teve início a um domingo e terminou também a um domingo.
| Ano completo                    |
| ------------------------------- |
| Ano comum com início ao domingo |

## Eventos
- O rei João II de França doa o Ducado da Borgonha ao filho Filipe de Valois.
- Foral de Burgo (Arouca).

## Mortes
- 10 de dezembro — Isabel de Burgh, 4.ª Condessa de Ulster (n. 1332).
- Branca de Namur, Rainha Consorte da Suécia e Noruega como esposa de Magno IV da Suécia (n. 1320).